# Фторид плутония(IV)-натрия
Фторид плутония(IV)-натрия — неорганическое соединение,
двойная соль натрия, плутония и плавиковой кислоты
с формулой NaPuF5,
зелёные кристаллы,
не растворяется в воде.

## Получение
- Реакция избытка фторида натрия и нитрата плутония(IV):

{\displaystyle {\mathsf {Pu(NO_{3})_{4}+5NaF\ \xrightarrow {} \ NaPuF_{5}\downarrow +4NaNO_{3}}}}

## Физические свойства
Фторид плутония(IV)-натрия образует зелёные кристаллы
тригональной сингонии,
пространственная группа R 3,
параметры ячейки a = 1,440 нм, c = 0,978 нм, Z = 18.
Не растворяется в воде.

## Химические свойства
- При длительной действии избытка фторида натрия образует розовый фторид плутония(IV)-динатрия:

{\displaystyle {\mathsf {NaPuF_{5}+NaF\ {\xrightarrow {}}\ Na_{2}PuF_{6}\downarrow }}}

## Применение
- В аналитической химии для определения плутония.